# Liste der Bodendenkmäler in Kinding
Auf dieser Seite sind die Bodendenkmäler in dem oberbayerischen Markt Kinding zusammengestellt. Diese Tabelle ist eine Teilliste der Liste der Bodendenkmäler in Bayern. Grundlage ist die Bayerische Denkmalliste, die auf Basis des Bayerischen Denkmalschutzgesetzes vom 1. Oktober 1973 erstmals erstellt wurde und seither durch das Bayerische Landesamt für Denkmalpflege geführt wird. Die folgenden Angaben ersetzen nicht die rechtsverbindliche Auskunft der Denkmalschutzbehörde.

## Bodendenkmäler in Kinding
| Lage                  | Objekt | Akten-Nr.     | Bild |
| --------------------- | --- | ------------- | ---- |
| Kinding (Standort)    | Mittelalterliche und frühneuzeitliche Befunde im Bereich der Kath. Filialkirche Mariä Opferung in Kirchanhausen und ihrer Vorgängerbauten. | D-1-6934-0004 |      |
| Kinding (Standort)    | Grabhügel vorgeschichtlicher Zeitstellung.                                                                                                 | D-1-6934-0005 |      |
| Kinding (Standort)    | Körpergräber des frühen oder hohen Mittelalters.                                                                                           | D-1-6934-0007 |      |
| Kinding (Standort)    | Siedlung der Bronzezeit, der Urnenfelderzeit, der Hallstattzeit und des frühen Mittelalters.                                               | D-1-6934-0010 |      |
| Kinding (Standort)    | Mittelalterliche und frühneuzeitliche Befunde im Bereich der Kath. Filialkirche St. Peter und Paul in Pfraundorf.                          | D-1-6934-0015 |      |
| Kinding (Standort)    | Befestigung des Mittelalters oder der Neuzeit.                                                                                             | D-1-6934-0017 |      |
| Kinding (Standort)    | Mittelalterliche und frühneuzeitliche Befunde im Bereich der Kath. Pfarrkirche St. Erhard in Haunstetten.                                  | D-1-6934-0020 |      |
| Kinding (Standort)    | Grabhügel vorgeschichtlicher Zeitstellung.                                                                                                 | D-1-6934-0021 |      |
| Kinding (Standort)    | Grabhügel vorgeschichtlicher Zeitstellung.                                                                                                 | D-1-6934-0022 |      |
| Kinding (Standort)    | Siedlung des Neolithikums. | D-1-6934-0023 |      |
| Kinding (Standort)    | Siedlung vor- und frühgeschichtlicher Zeitstellung.                                                                                        | D-1-6934-0024 |      |
| Kinding (Standort)    | Grabhügel vorgeschichtlicher Zeitstellung.                                                                                                 | D-1-6934-0025 |      |
| Kinding (Standort)    | Mittelalterliche und frühneuzeitliche Befunde im Bereich der Kath. Pfarrkirche St. Maria in Kinding mit befestigtem Friedhof.              | D-1-6934-0028 |      |
| Kinding (Standort)    | Höhlenstation der Bronze-, Hallstatt- und Latènezeit.                                                                                      | D-1-6934-0031 |      |
| Kinding (Standort)    | Siedlung der Urnenfelderzeit, der Hallstattzeit und des Frühmittelalters.                                                                  | D-1-6934-0060 |      |
| Greding (Standort)    | Siedlung der Bronze-, Urnenfelder-, Hallstatt- und Latènezeit.                                                                             | D-1-6934-0061 |      |
| Beilngries (Standort) | Grabhügel vorgeschichtlicher Zeitstellung.                                                                                                 | D-1-6934-0087 |      |
| Beilngries (Standort) | Grabhügel vorgeschichtlicher Zeitstellung.                                                                                                 | D-1-6934-0089 |      |
| Beilngries (Standort) | Gräberfeld er frühen Bronzezeit und Grabhügel der Hallstattzeit.                                                                           | D-1-6934-0116 |      |
| Kinding (Standort)    | Siedlung der Bronzezeit. | D-1-6934-0167 |      |
| Kinding (Standort)    | Siedlung des frühen Mittelalters. | D-1-6934-0170 |      |
| Kinding (Standort)    | Teilstrecke des raetischen Limes. | D-1-7033-0004 |      |
| Kipfenberg (Standort) | Wachtposten WP 14/70 des raetischen Limes.                                                                                                 | D-1-7033-0008 |      |
| Kinding (Standort)    | Gräber der Bronze- und Hallstattzeit. | D-1-7033-0055 |      |
| Kinding (Standort)    | Mittelalterliche und frühneuzeitliche Befunde im Bereich der Kath. Filialkirche St. Martin bei Schafhausen.                                | D-1-7033-0057 |      |
| Kinding (Standort)    | Abschnittsbefestigung vor- und frühgeschichtlicher Zeitstellung.                                                                           | D-1-7033-0059 |      |
| Kinding (Standort)    | Grabhügel vorgeschichtlicher Zeitstellung.                                                                                                 | D-1-7033-0060 |      |
| Kinding (Standort)    | Verebnete Grabhügel vorgeschichtlicher Zeitstellung.                                                                                       | D-1-7033-0061 |      |
| Kinding (Standort)    | Mittelalterliche und frühneuzeitliche Befunde im Bereich der Kath. Filialkirche Mariä Himmelfahrt in Erlingshofen.                         | D-1-7033-0064 |      |
| Kinding (Standort)    | Burg des Mittelalters (Rundeck). | D-1-7033-0065 |      |
| Kinding (Standort)    | Abschnittsbefestigung vor- und frühgeschichtlicher Zeitstellung.                                                                           | D-1-7033-0066 |      |
| Kinding (Standort)    | Mittelalterlicher Burgstall. | D-1-7033-0067 |      |
| Kinding (Standort)    | Station des Mesolithikums, Siedlung der Urnenfelderzeit, der Hallstattzeit und der frühen Latènezeit.                                      | D-1-7033-0068 |      |
| Kinding (Standort)    | Siedlung der späten Hallstattzeit. | D-1-7033-0143 |      |
| Kinding (Standort)    | Abschnittsbefestigung vor- und frühgeschichtlicher Zeitstellung.                                                                           | D-1-7033-0165 |      |
| Kipfenberg (Standort) | Siedlung der Urnenfelder- und Hallstattzeit.                                                                                               | D-1-7034-0092 |      |
| Kinding (Standort)    | Siedlung des Neolithikums. | D-1-7034-0101 |      |
| Kinding (Standort)    | Mittelalterliche und frühneuzeitliche Befunde im Bereich der Kath. Filialkirche St. Nikolaus in Unteremmendorf.                            | D-1-7034-0119 |      |
| Kinding (Standort)    | Burgstall des hohen und späten Mittelalters.                                                                                               | D-1-7034-0120 |      |
| Kinding (Standort)    | Burgstall des hohen und späten Mittelalters.                                                                                               | D-1-7034-0121 |      |
| Kinding (Standort)    | Burg des späten Mittelalters (Rumburg). | D-1-7034-0124 |      |
| Kinding (Standort)    | Mittelalterliche und frühneuzeitliche Befunde im Bereich des ehem. Adelssitzes Eibwang.                                                    | D-1-7034-0126 |      |
| Kinding (Standort)    | Mittelalterliche und frühneuzeitliche Befunde im Bereich der Kath. Filialkirche St. Briccius in Ilbling.                                   | D-1-7034-0128 |      |
| Kinding (Standort)    | Siedlung der Hallstattzeit. | D-1-7034-0129 |      |
| Kinding (Standort)    | Höhlenstation der Frühbronze-, Hallstatt- und Latènezeit sowie des Mittelalters.                                                           | D-1-7034-0130 |      |
| Kinding (Standort)    | Höhlenstation des Mittelpaläolithikums und der Hallstattzeit.                                                                              | D-1-7034-0132 |      |
| Kinding (Standort)    | Mittelalterliche und frühneuzeitliche Befunde im Bereich der Kath. Pfarrkirche St. Otmar in Enkering.                                      | D-1-7034-0135 |      |
| Kinding (Standort)    | Brandgräber der Hallstattzeit. | D-1-7034-0136 |      |
| Kinding (Standort)    | Siedlung der Latènezeit. | D-1-7034-0137 |      |
| Kinding (Standort)    | Siedlung der Urnenfelderzeit. | D-1-7034-0143 |      |
| Kinding (Standort)    | Siedlung und Abschnittsbefestigung der jüngeren Urnenfelderzeit.                                                                           | D-1-7034-0144 |      |
| Kinding (Standort)    | Siedlung der Urnenfelder-, Hallstatt- und Latènezeit, Gräber des Endneolithikums.                                                          | D-1-7034-0145 |      |
| Kinding (Standort)    | Grabhügel der Hallstattzeit. | D-1-7034-0146 |      |
| Kipfenberg (Standort) | Mittelalterlicher Burgstall. | D-1-7034-0153 |      |
| Kinding (Standort)    | Siedlung der Bronze-, Urnenfelder-, Hallstatt- und Latènezeit, Siedlung und Gräberfeld des Frühmittelalters.                               | D-1-7034-0196 |      |
| Kinding (Standort)    | Siedlung vor- und frühgeschichtlicher Zeitstellung, Gräber der Bronze- und Hallstattzeit.                                                  | D-1-7034-0198 |      |
| Kinding (Standort)    | Körpergräber mittelalterlicher oder frühneuzeitlicher Zeitstellung.                                                                        | D-1-7034-0227 |      |
| Kinding (Standort)    | Grabhügel vorgeschichtlicher Zeitstellung.                                                                                                 | D-1-7034-0228 |      |
| Kinding (Standort)    | Freilandstation des Mesolithikums. | D-1-7034-0232 |      |
| Greding (Standort)    | Grabhügel vorgeschichtlicher Zeitstellung.                                                                                                 | D-5-6934-0040 |      |